# Leptocoelotes edentulus
Leptocoelotes edentulus là một loài nhện trong họ Agelenidae.
Loài này thuộc chi Leptocoelotes. Leptocoelotes edentulus được miêu tả năm 1998 bởi Jia-Fu Wang & Ono.